# رابین فلوس
رابین فلوس (انگلیسی: Robin Fluß؛ زادهٔ ۷ مهٔ ۱۹۹۶) بازیکن فوتبال اهل آلمان است.
از باشگاه‌هایی که در آن بازی کرده‌است می‌توان به باشگاه فوتبال دینامو درسدن اشاره کرد.